# Большие Щитники
Больши́е Щи́тники (бел. Вялікія Шчытнікі) — деревня в Брестском районе Брестской области Белоруссии. Расположена в 27,5 км по автодорогам к северо-западу от центра Бреста, в 4,5 км от железнодорожной станции Лыщицы. Входит в состав Лыщицкого сельсовета.

## История
В XIX веке — центр имения господина Пониквицкого в Брестском уезде Гродненской губернии. В 1821 году обозначена в списке селений Щитниковского церковного прихода.
В 1905 году — деревня Лыщицской волости Брестского уезда. В деревне было 393 жителя, а в имении Щитники — 78 жителей.
После Рижского мирного договора 1921 года — в составе гмины Лыщицы Брестского повята Полесского воеводства Польши, 37 дворов, 156 жителей. Неподалёку от деревни размещался одноимённый фольварк с 9 дворами и 40 жителями. Имелась ветряная мельница.
С 1939 года — в составе БССР.